# Oleh Očeret'ko
Oleh Andrijovyč Očeret'ko (in ucraino Олег Андрійович Очеретько?; Makiïvka, 25 maggio 2003) è un calciatore ucraino, centrocampista dello Šachtar.

## Carriera

### Club
Cresciuto nel settore giovanile dello Šachtar, nel settembre 2020 viene prestato al Mariupol'; debutta fra i professionisti il 7 novembre in occasione dell'incontro di Prem"jer-liha pareggiato 3-3 contro l'Olimpik Donec'k.

### Nazionale
Ha giocato nelle nazionali giovanili ucraine Under-16, Under-17, Under-19 ed Under-21.

## Statistiche
Statistiche aggiornate al 6 novembre 2021.

### Presenze e reti nei club
| Stagione        | Squadra         | Campionato      | Campionato | Campionato | Coppe nazionali | Coppe nazionali | Coppe nazionali | Coppe continentali | Coppe continentali | Coppe continentali | Altre coppe | Altre coppe | Altre coppe | Totale | Totale | Totale |
| Stagione        | Squadra         | Comp            | Pres       | Reti       | Comp            | Pres            | Reti            | Comp               | Pres               | Reti               | Comp        | Pres        | Reti        | Pres   | Reti   |        |
| --------------- | --------------- | --------------- | ---------- | ---------- | --------------- | --------------- | --------------- | ------------------ | ------------------ | ------------------ | ----------- | ----------- | ----------- | ------ | ------ | ------ |
| 2020-2021       | Mariupol'       | PL              | 17         | 2          | CU              | 1               | 0               |                    | -                  | -                  |             | -           | -           | 18     | 2      |        |
| 2021-2022       | Mariupol'       | PL              | 8          | 0          | CU              | 2               | 1               |                    | -                  | -                  |             | -           | -           | 10     | 1      |        |
| Totale carriera | Totale carriera | Totale carriera | 25         | 2          |                 | 3               | 1               |                    | -                  | -                  |             | -           | -           | 28     | 2      |        |

## Palmarès

### Competizioni nazionali
- Campionato ucraino: 1

Šachtar: 2022-2023